# 巨兴茂
巨兴茂（1981年—），艺名满意，男，山西左权人，中国影视演员、导演。导演代表作有电视剧《灵魂摆渡》、《打狗棍》、《最美的青春》等。